# Флаг Южной Осетии
Госуда́рственный фла́г Респу́блики Ю́жная Осе́тия (осет. Республикӕ Хуссар Ирыстоны паддзахадон тырыса) — наряду с гербом и гимном один из официальных символов Южной Осетии.

## Описание
Флаг представляет собой прямоугольное полотнище с тремя равновеликими полосами: белая сверху, красная посередине и жёлтая снизу. Нынешний вид флага Южной Осетии прописан в Конституционном законе РЮО «О Государственном флаге Республики Южная Осетия» от 28 февраля 2019 года на основе Положения «О Государственном флаге Республики Южная Осетия», утвержденного Постановлением Верховного Совета РЮО от 30 марта 1992 года № 1.

## Толкование

Вертикальное расположение флага

Белый цвет флага олицетворяет моральную и духовную чистоту (осет. мон); красный цвет — отвагу, силу и честь (осет. æхсар); жёлтый — изобилие, благосостояние и процветание (осет. бæркад). Цвета и символизируемые ими понятия соответствуют трёхчастному устройству древнеиндоевропейского общества, отражение которого сохранилось в осетинском Нартовском эпосе в виде трёх родов нартов (осет. Алæгатæ, Æхсæртæггатæ, Боратæ).
Флагу Южной Осетии идентичен Флаг Северной Осетии, нынешнего вид которого установлен Законом РСО от 24 ноября 1994 года № 522а «О Государственном флаге Республики Северная Осетия», принятым Постановлением Верховного Совета РСО от 24 ноября 1994 года.

## Рекомендуемые цвета
| Цветовая модель | Белый         | Яркий красный | Золотой     |
| --------------- | ------------- | ------------- | ----------- |
| Pantone         | Safe          | Red 186c      | Yellow 012c |
| CMYK            | 0.0.0.0       | 0.100.83.24   | 0.16.100.1  |
| RGB             | (255,255,255) | (193,0,32)    | (255,215,0) |
| HTML            | #FFFFFF       | #C10020       | #FFD700     |
| NCS             | S 0300-N      | S 1085-Y80R   | S 0580-G70Y |

## История

### Южная Осетия в составе СССР
В 1922 году была создана Юго-Осетинская автономная область в составе Грузинской ССР. Собственной символики она не имела.

### После распада СССР
По одной из версий, современный осетинский триколор создан в 1987 году Ю. С. Гаглойти, ведущим работником Южно-Осетинского отделения АН Грузии. Согласно другой версии, автор флага — лидер движения за независимость Южной Осетии «Адамон Ныхас» Алан Чочиев; в частности в 1989 году флаг применялся его сторонниками, блокировавшими поход на Цхинвали. Во время Войны в Южной Осетии 1991—1992 года отряды Национальной гвардии Южной Осетии нашивали на центральную полосу своих бело-красно-желтых флагов белый силуэт леопарда.